# 老街军分区司令部
老街军分区司令部（缩写为，拉丁转写：Dhakasa（Laukkai），果敢语：大戛萨）是东北军区司令部下属单位，总部设在果敢自治区首府老街市。其主要职责包括代表军区司令部处理其管辖范围内偏远地区的国防、安全和作战事务。鉴于其与中华人民共和国边境的战略位置，在维持对这一重要地区的控制方面发挥着至关重要的作用。此外，还管理其领土内下属部队和其他支援部队的军事事务（作战、行政和后勤），并代表军区司令部传达上级的军事命令和指示。另外，在缅甸军政府统治果敢自治区期间，该司令部还协助民政管理。2024年1月4日，在1027行动第一阶段之后，缅甸民族民主同盟军完全控制了老街镇区和老街军分区司令部。